# She Makes Me Go
„She Makes Me Go” – singel irańsko–szwedzkiego piosenkarza Arasha wykonany wspólnie z Seanem Paulem, wydany w 2012 roku.
W utworze użyto sampli z „Think About the Way” z 1995 roku wykonanego przez Ice MC. W teledysku wydanym 11 grudnia 2012 przez Warner Music Sweden roku wystąpiła Aylar Lie.

## Lista utworów
- Singel promocyjny – digital download (15 lutego 2013)[3]

1. „She Makes Me Go” – 2:58

- CD singel (15 lutego 2013)[4]

1. „She Makes Me Go” (Radio) – 2:59
2. „She Makes Me Go” (Mike Candys Remix) – 4:44

## Notowania na listach przebojów
| Kraj             | Lista (2013)        | Najwyższa pozycja | Certyfikat |
| ---------------- | ------------------- | ----------------- | ---------- |
| Niemcy           | Singles Top 100     | 5                 | złoto      |
| Austria          | Singles Top 75      | 8                 | –          |
| Finlandia        | Top 20 Singles      | 11                | –          |
| Szwajcaria       | Singles Top 75      | 13                | złoto      |
| Francja          | Top 100 Singles     | 16                | –          |
| Belgia (Walonia) | Ultratop 50 Singles | 24                | –          |
| Szwecja          | Top 60 Singles      | 55                | –          |